# Puszcza Solska (Biłgoraj)
Puszcza Solska – dawna wieś, a obecnie osiedle (jednostek pomocniczych gminy) oraz część miasta Biłgoraja.

## Dane ogólne
Organem uchwałodawczym osiedla jako jednostki pomocniczej gminy miejskiej Biłgoraj jest Rada Osiedla. Organ wykonawczy to Zarząd Osiedla.

### Położenie, zagospodarowanie, komunikacja
Obszar administracyjny Puszczy Solskiej obejmuje południową i południowo-zachodnią część Biłgoraja. Osiedle to sąsiaduje ze Śródmieściem i Różnówką (od północy) oraz z Piaskami (od wschodu). Po stronie południowej i zachodniej Puszcza Solska sięga granicy miasta.
Przez Puszczę Solską przebiegają dwie drogi wojewódzkie: nr 835 (w ciągu ulicy Tarnogrodzkiej oraz alei Jana Pawła II) i nr 858 (w ciągu ulicy Krzeszowskiej). Pierwsza kieruje się stąd na południe, w stronę Przemyśla, zaś druga na zachód, w stronę Stalowej Woli.
Teren osiedla jest zagospodarowany w zróżnicowany sposób. Znajdują się tutaj:
- Obszary o charakterze przemysłowym i magazynowym, skoncentrowane głównie wzdłuż ulicy Krzeszowskiej. Wśród nich wymienić można m.in. zakłady produkcyjne przedsiębiorstw Black Red White S.A. (przemysł meblarski)[6], Mewa S.A. (przemył lekki włókienniczy)[7] oraz Mostostal-Met Sp. z o.o. (przemysł metalowy)[8].
- Obszary o charakterze usługowym, skupiające przede wszystkim działalność handlową (w tym centra handlowe i sklepy wielkopowierzchniowe). Skoncentrowane są wzdłuż głównych ulic.
- Obszary o charakterze zabudowy mieszkalnej, obejmujące budownictwo jednorodzinne oraz wielorodzinne (bloki). Zabudowa wielorodzinna koncentruje się głównie w kwartałach pomiędzy ulicami Kościuszki, Krzeszowską i Armii Kraków.
- Tereny zielone – ogrody działkowe przy ulicy Magnoliowej. Część tych ogrodów, znajdująca się w granicach Puszczy Solskiej, ma powierzchnię ok. 7,35 ha[9].

Niektóre obszary Puszczy Solskiej są niezagospodarowane i obejmują nieużytki; do tych zaliczają się głównie doliny rzeczne Białej i Czarnej Łady.

### Ważniejsze obiekty
W granicach Puszczy Solskiej znajdują się obiekty sakralne: zespół katolickiego Sanktuarium św. Marii Magdaleny (kościół, klasztor, dzwonnica, kaplica i inne) oraz prawosławna cerkiew św. Jerzego. Wszystkie położone są w bezpośrednim sąsiedztwie, wokół ronda im. ks. Jana Mroza. Przy alei Jana Pawła II zlokalizowany jest zabytkowy cmentarz, administrowany przez wymienioną wyżej parafię katolicką.
Na terenie osiedla mają swoje siedziby instytucje samorządowe (Starostwo Powiatowe, Powiatowy Urząd Pracy, Wojewódzki Ośrodek Ruchu Drogowego) i oświatowe (m.in. Szkoła Podstawowa Nr 3, Regionalne Centrum Edukacji Zawodowej, Państwowa Szkoła Muzyczna, Medyczne Studium Zawodowe). 
Przy ulicy dra Pojaska znajduje się zespół obiektów szpitala powiatowego, dzierżawionego przez prywatne przedsiębiorstwo Arion Szpitale sp. z o.o. Funkcjonują tu także przedsiębiorstwa, działające w zakresie gospodarki komunalnej miasta: mechaniczno-biologiczna oczyszczalnia ścieków oraz główna miejska ciepłownia, której operatorem jest Biłgorajskie Przedsiębiorstwo Energetyki Cieplnej sp. z o.o.
Wokół niektórych z obiektów szkolnych znajdują się place sportowe – m.in. boiska i korty tenisowe – służące ogółowi mieszkańców najbliższej okolicy. Przy ulicy Motorowej zlokalizowany jest autodrom z torami kartingowymi i instalacjami do organizacji imprez związanych ze sportami motorowymi.
Na terenie osiedla znajdują się miejsca pamięci. Wśród nich wymienić można pomnik żołnierzy Armii Kraków, którzy w 1939 ofiarnie bronili Biłgoraja przed naporem hitlerowców, a także kontrowersyjny pomnik komunistycznego działacza Józefa Dechnika (usunięty w 2019).

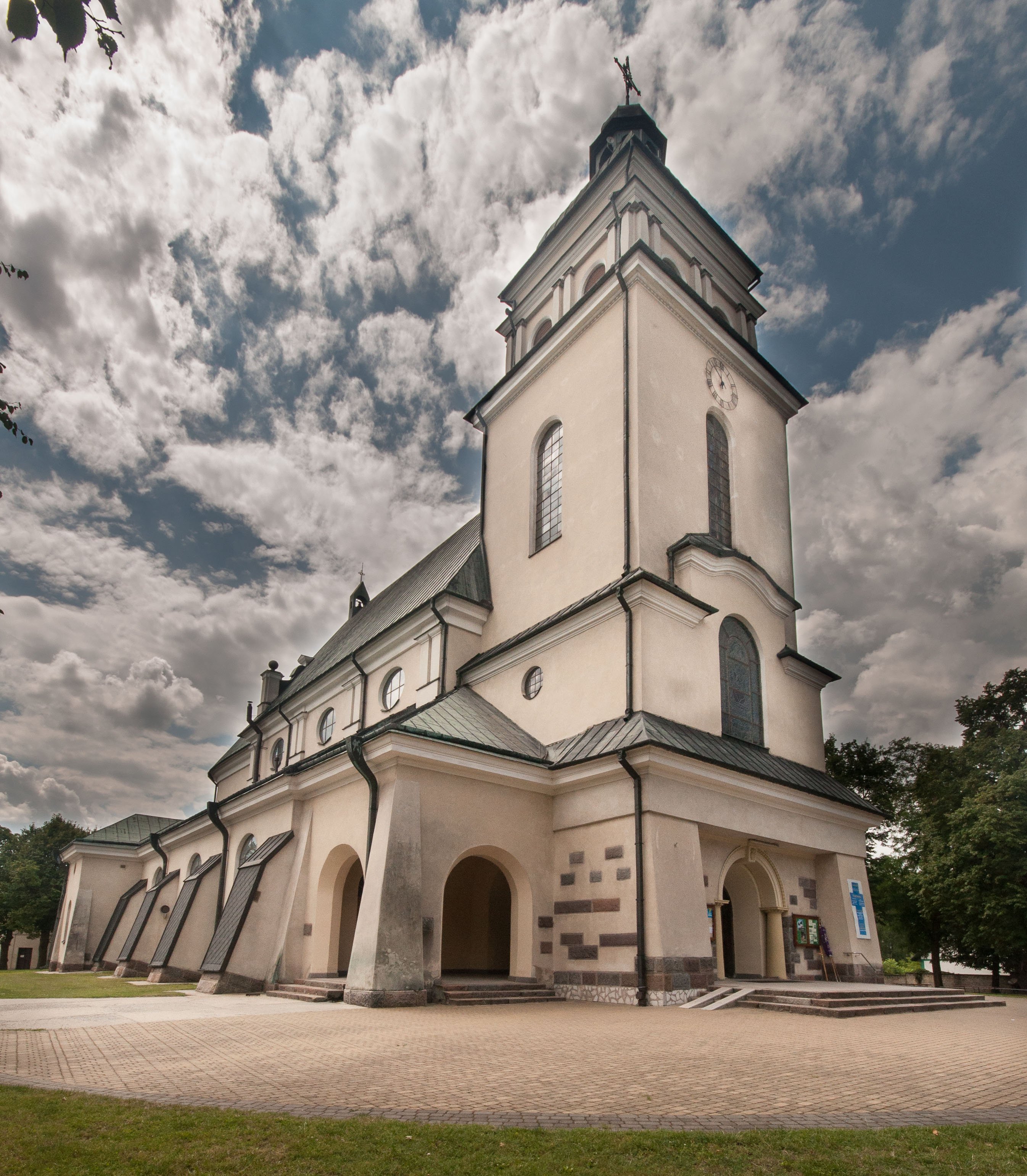
Kościół w Sanktuarium św. Marii Magdaleny.
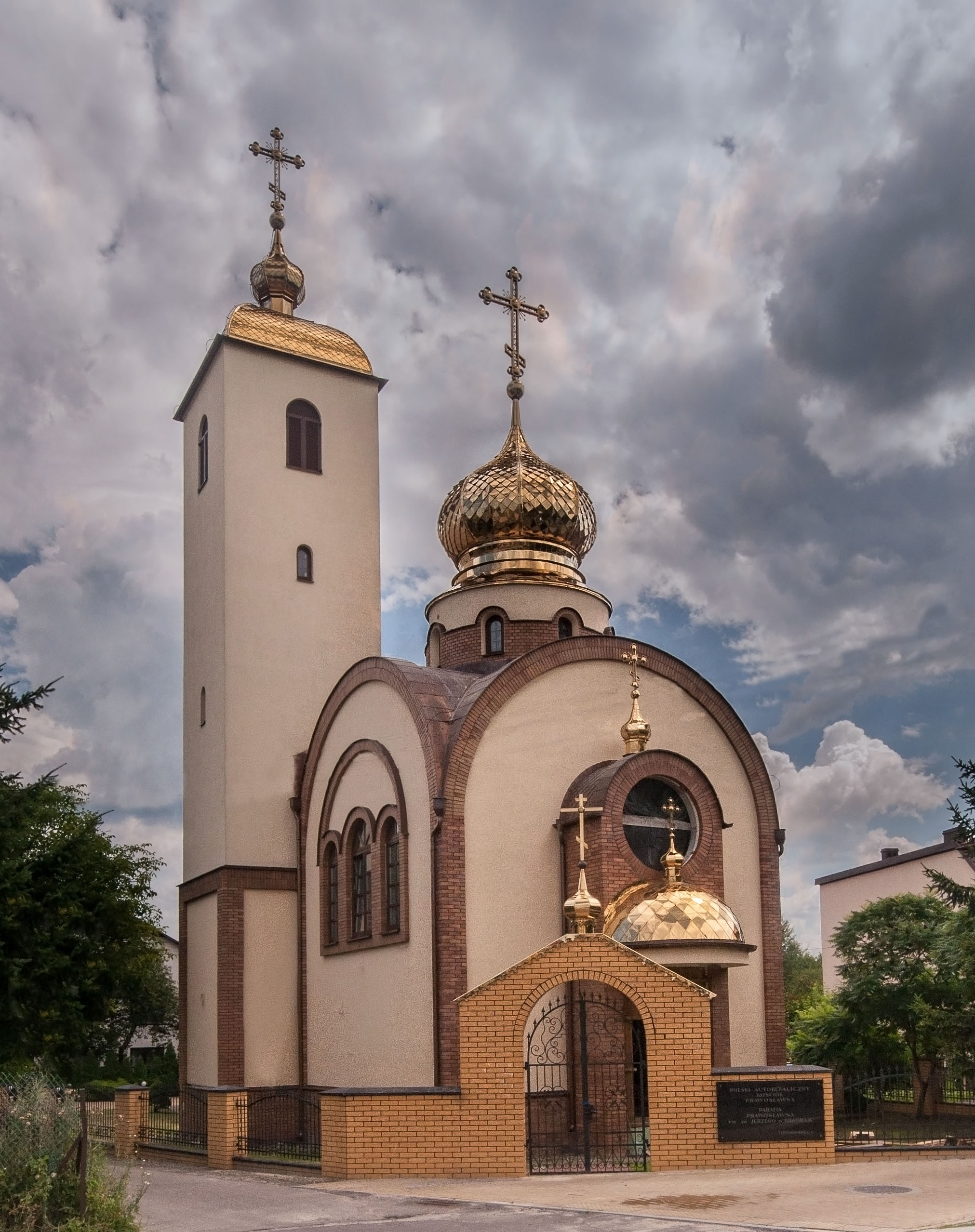
Prawosławna cerkiew pw. św. Jerzego.
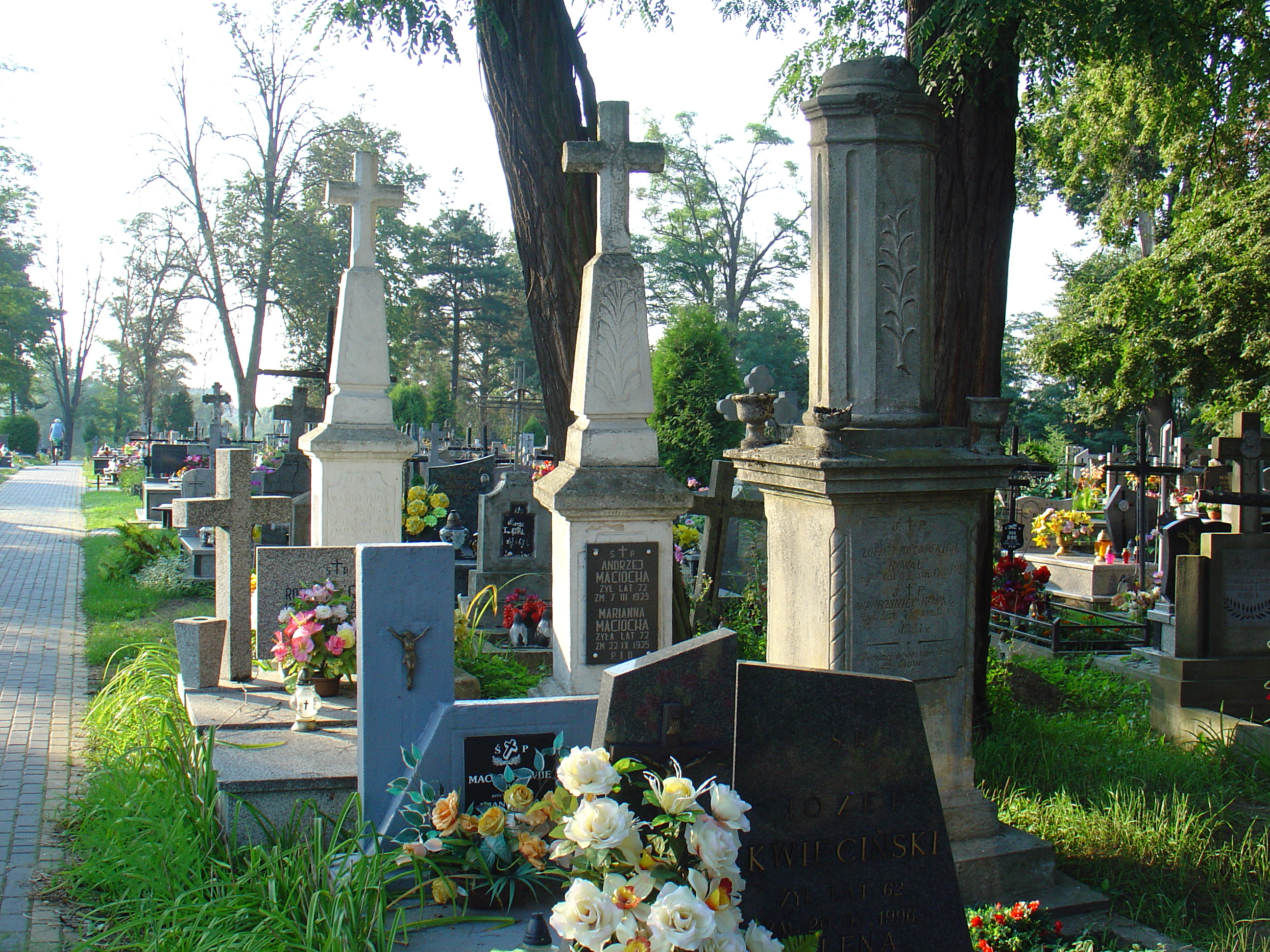
Cmentarz przy alei Jana Pawła II.
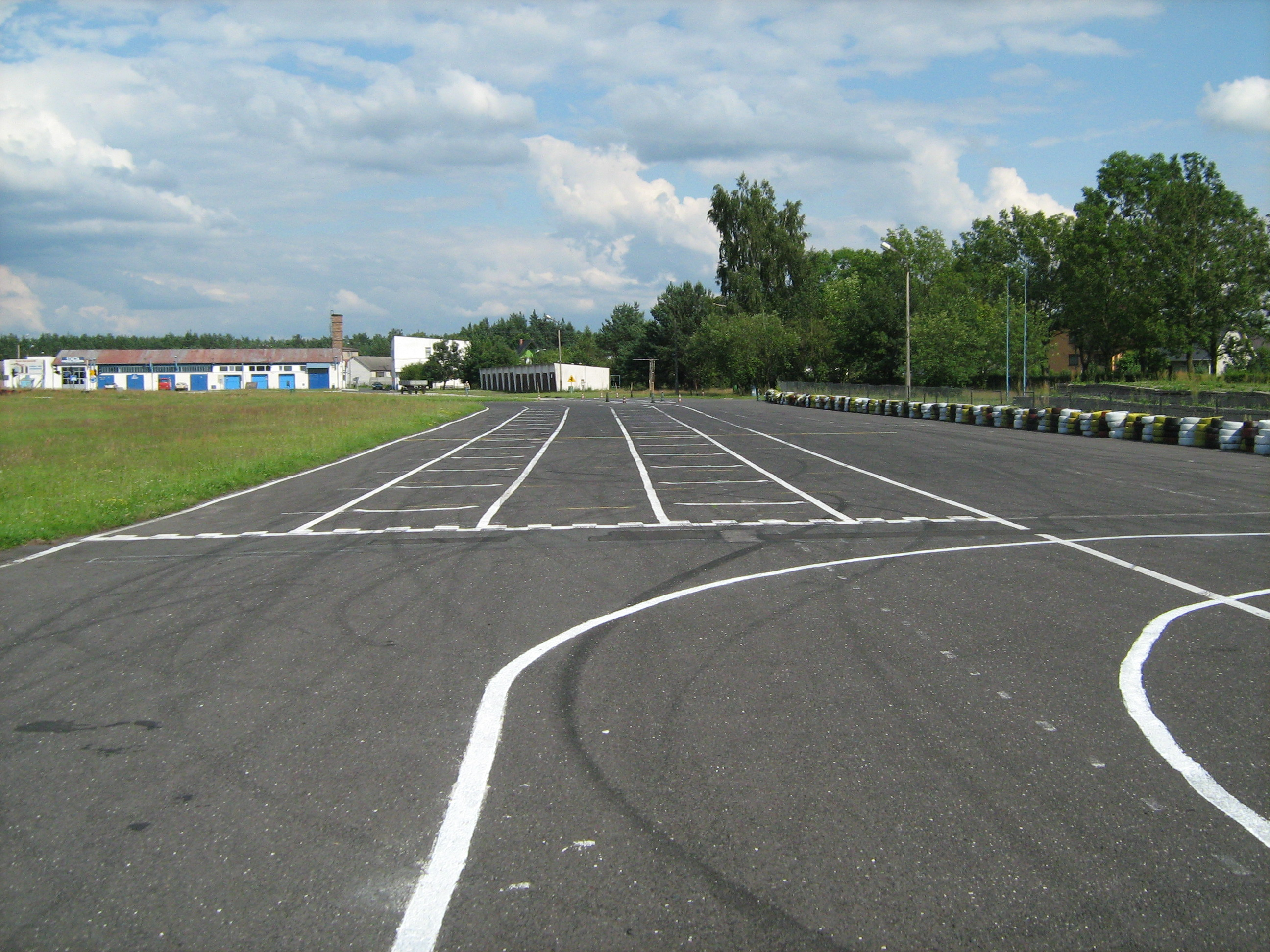
Fragment toru kartingowego na autodromie.
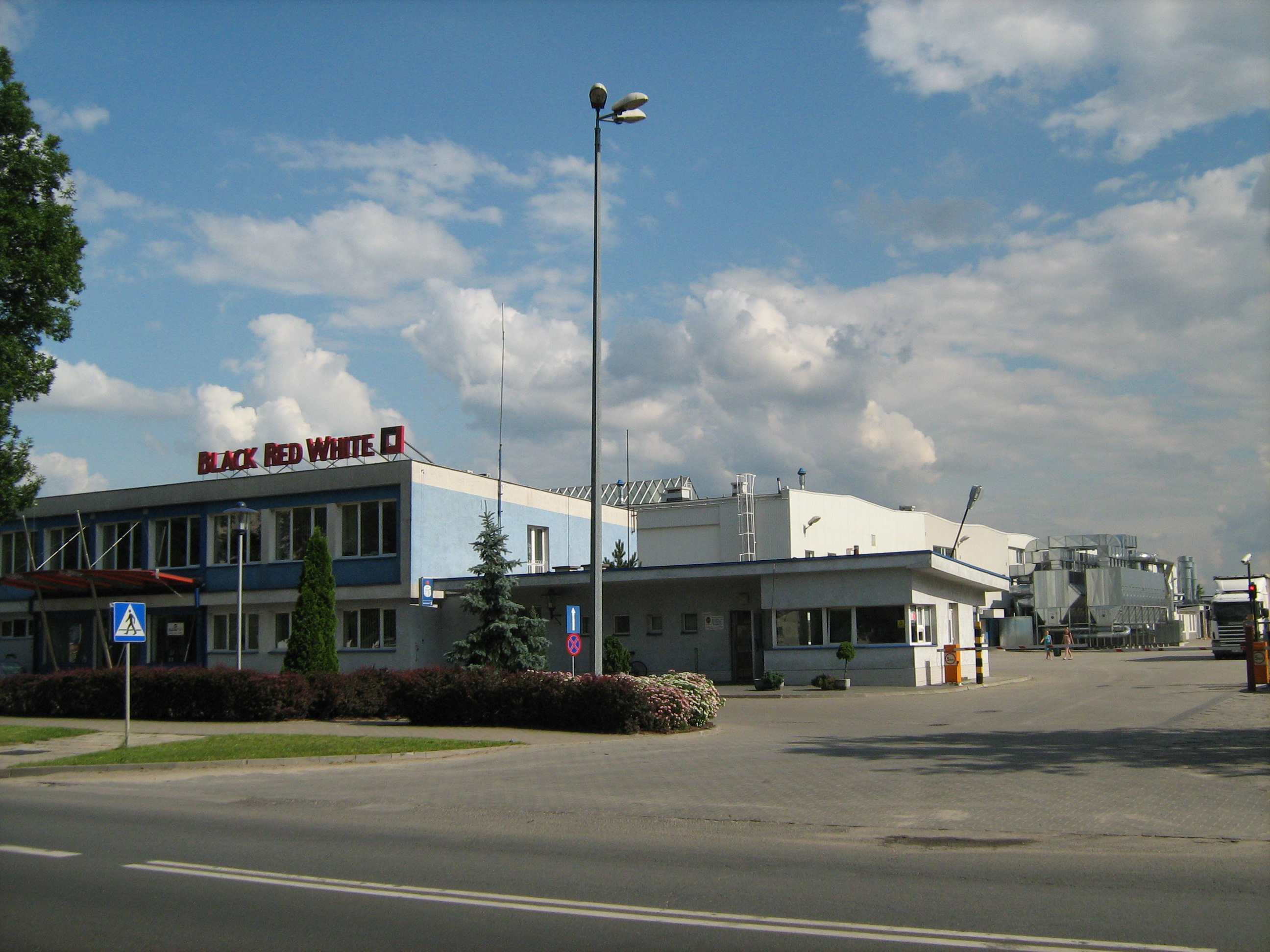
Obiekty produkcyjne i administracyjne przedsiębiorstwa Black Red White.
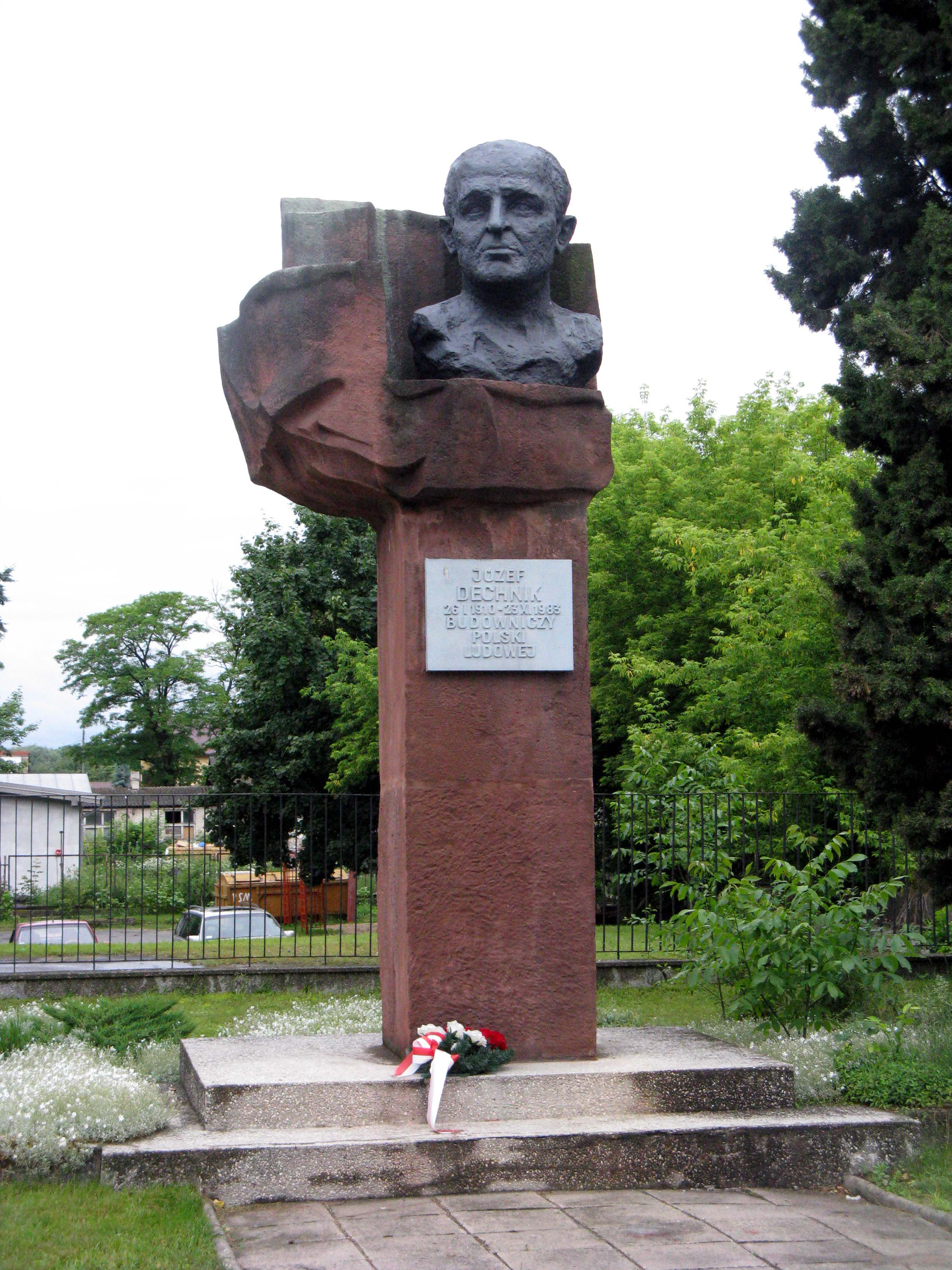
Pomnik Józefa Dechnika.

## Historia
W momencie założenia Biłgoraja w drugiej połowie XVI w. obszar dzisiejszego osiedla stanowił zalesiony teren, położony po południowej stronie miasta, przez który przepływała Czarna Łada. Według tradycji katolickiej niedługo później, bo w  latach 1603, 1615 i 1651-1654 miały tu miejsce cudowne wydarzenia, związane z osobą św. Marii Magdaleny. W związku z tym w 1621 osiedlił się tu pierwszy zakonnik, franciszkanin, o. Seweryn Chamiec. W 1644 na miejscowym wzniesieniu oficjalnie został założony klasztor franciszkański; w 1721 Tomasz Józef Zamoyski ufundował parafię, wokół której po 1740 powstała wieś o nazwie Puszcza Solska. 

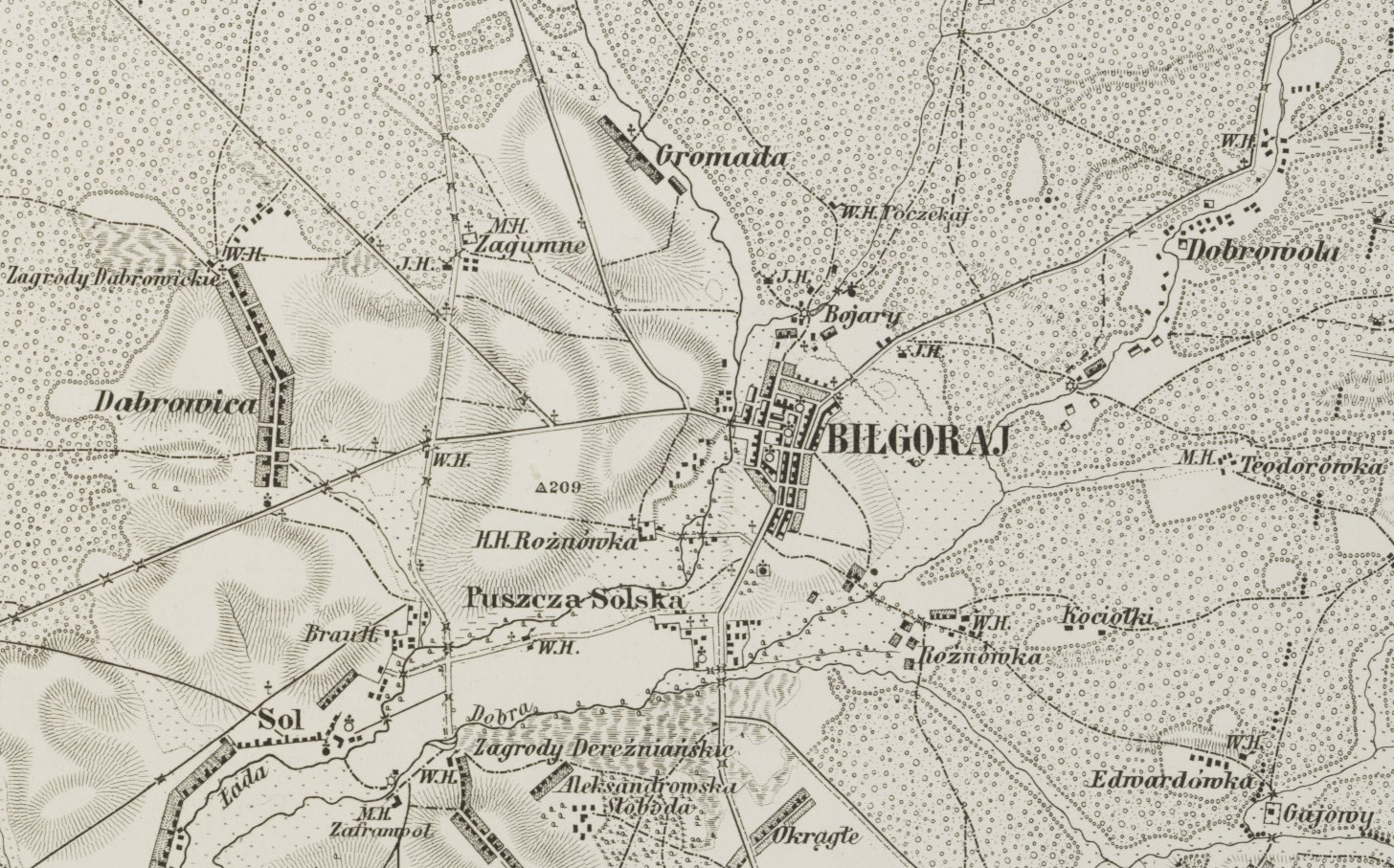
Biłgoraj na austriackiej mapie topograficznej z XIX w. Puszcza Solska oznaczona jest jako wieś po południowej stronie miasta; widoczne są zabudowana klasztorne oraz zarys dzisiejszych ulic Kościuszki, Krzeszowskiej, Tarnogrodzkiej.

Wokół Puszczy Solskiej do XVIII w. koncentrowało się życie religijne katolików z Biłgoraja, gdyż miasto – w przeciwieństwie do Puszczy Solskiej, należącej do Zamoyskich – stanowiło własność protestanckiego rodu Gorayskich, którzy organizowali w nim zbór kalwiński. Po wygaśnięciu tego rodu Biłgoraj nigdy nie stał się własnością katolickich Zamoyskich, niemniej zanikła jego rola jako ośrodka reformacji. Franciszkanie z Puszczy Solskiej stanowili istotny punkt odniesienia dla mieszczan i dla powstającej dopiero wtedy w mieście parafii katolickiej. 
Obiekty Puszczy Solskiej kilkakrotnie padały ofiarą zniszczeń wojennych (podczas powstania Chmielnickiego 1648, a także w 1657).  W 1778 Konstancja Zamoyska ufundowała budynek klasztorny, który istnieje do dziś. Do 1866 wieś stanowiła osadę, której mieszkańcy zobowiązani byli do wypełniania powinności i współpracy z zakonnikami. W pierwszej połowie XIX w. zorganizowano obecny cmentarz parafialny. Od połowy XIX w. Puszcza Solska stanowiła siedzibę gminy, która otaczała miasto Biłgoraj.  
Do 1954 istniała gmina Puszcza Solska (gmina).
Wieś Puszcza Solska odegrała  rolę podczas powstania styczniowego. W dniach 22-23 stycznia 1863 miała tu miejsce koncentracja wojsk powstańczych; w 1864 władze rosyjskie, w ramach represji, dokonały likwidacji klasztoru. U schyłku XIX w. w miejscowości mieszkały 442 osoby; w roku 1929 znacznie mniej, bo już tylko 233 ludzi. W 1928 ukończono budowę obecnego kościoła parafialnego.
Podczas wojny obronnej Polski w 1939 Puszcza Solska była miejscem ciężkich walk między oddziałami polskimi i niemieckimi. W trakcie bitwy o Biłgoraj w dniach 16-17 września miejscowość przechodziła z rąk do rąk i padła ofiarą pożaru. Zabudowania klasztorne były wykorzystywane jako stanowiska ogniowe. Po przegranej kampanii Puszcza Solska chwilowo znajdowała się pod okupacją sowiecką, a następnie została włączona do obszaru okupacji niemieckiej, tzw. Generalnej Guberni.
Dekadę po zakończeniu wojny, 5 października 1954, wieś Puszcza Solska została urzędowo włączona w granice miasta Biłgoraj i od tego czasu stanowi jego południowe osiedle. Od lat 60. XX w. powstawała obecna sieć ulic, zabudowa mieszkalna i przemysłowa. W latach 70. wybudowano osiedle bloków mieszkalnych pomiędzy ulicami Kościuszki, Krzeszowską i Armii Kraków.
Osiedle Puszcza Solska jako jednostkę obecnego podziału administracyjnego w sensie formalnym powołano do życia Uchwałą Rady Miasta w Biłgoraju z dnia 25 sierpnia 2004; wówczas też wytyczono aktualnie obowiązujące granice osiedla.